# Sniper
Sniper – francuska grupa hip-hopowa, w której skład wchodzi trzech raperów (El Tunisiano, Aketo i Black Renega) oraz DJ Boudj.
Zespół powstał w 1997 jako Personnalité Suspecte, jednak po niedługim czasie zmienił nazwę na Sniper. Dotychczas formacja nagrała trzy albumy: Du rire aux larmes (2001), Gravé dans la roche (2003) i Trait pour trait (2006).
Najbardziej znanymi utworami tej francuskiej grupy są: "Gravé dans la roche" i "Brûle" z ich najnowszej płyty. Członkowie grupy należą do francuskich mniejszości rasowych, o czym rymują większość swoich kawałków.
W 2008 nastąpił rozkład grupy, członkowie zdecydowali się prowadzić karierę solową.

## Dyskografia
- Du rire aux larmes (2001, Desh Musique)

- Gravé dans la roche (2003, Desh Musique)

- Trait pour trait (2006, Up Above)